# Alciphila
Alciphila är ett släkte av svampar. Alciphila ingår i divisionen sporsäcksvampar och riket svampar.